# Permeància
La permeància, en general, és el grau en el qual un material admet el flux de matèria o d'energia. Es denota, normalment per la lletra majúscula cal·ligràfica P: {\displaystyle {\mathcal {P}}}.

## Electromagnetisme
En electromagnetisme, la permeància és la magnitud inversa de la reluctància. En un circuit magnètic, la permeància dona una mesura de la quantit de flux magnètic per un cert nombre d'espires de corrent elèctric. Un circuit magnètic funciona gairebé com si hi corregués el flux, per tant la permeància és més gran com més gran és la superfície de la secció transversal del material conductor. Aquest concepte és anàleg a la conductància en els circuits elèctrics.
La permeància magnètica {\displaystyle {\mathcal {P}}} és definida com l'invers de la reluctància magnètica {\displaystyle {\mathcal {R}}} (en analogia amb la reciprocitat entre la conductància i la resistència elèctriques):
{\displaystyle {\mathcal {P}}={\frac {1}{\mathcal {R}}}}
que pot ser reescrit com
{\displaystyle {\mathcal {P}}={\frac {\Phi _{B}}{NI}}}
utilitzant la llei de Hopkinson (l'anàloga en circuits magnètics de la llei d'Ohm en circuits elèctrics) i la definició de la força magnetomotriu (anàloga magnètica de la força electromotriu):
{\displaystyle {\mathcal {F}}=\Phi _{B}{\mathcal {R}}=NI}
on:
ΦB és el flux magnètic,
I és la intensitat, en amperes,
N, és l'índex o nombre d'espires.
Alternativament, en termes de la permeabilitat magnètica (anàloga a la conductivitat elèctrica):
{\displaystyle {\mathcal {P}}={\frac {\mu A}{\ell }}}
on:
μ és la permeabilitat del material,
A és l'àrea de la secció transversal,
{\displaystyle \ell } és la longitud magnètica.
La unitat del sistema internacional de la permeància magnètica és el Henry (H), que correspon a webers per ampere-volta.

## Ciència de materials
En ciència de materials, la permeància és el grau en què un material transmet una altra substància.

### Electromagnetisme
- Properties of Magnetic Materials (unitats de la permèancia magnètica)

### Ciència de materials
- Bombaru, D., Jutras, R., and Patenaude, A., "Air Permeance of Building Materials". Summary report prepared by, AIR-INS Inc. for Canada Mortgage and Housing Corporation, Ottawa, 1988.